# Lezioni d'amore
Lezioni d'amore (Elegy) è un film del 2008 diretto da Isabel Coixet.
Il film è basato sul romanzo di Philip Roth L'animale morente, ed è stato presentato in concorso al Festival di Berlino 2008.

## Trama
New York. David, sessant'anni ben portati, è un insegnante universitario, critico teatrale e conduttore di un programma radiofonico dedicato alla letteratura, è stato sposato ed ha un figlio che ancora non lo perdona per aver lasciato la madre. David infatti cerca di mantenersi indipendente, e spesso ha relazioni con le sue studentesse.
Tra queste, la giovane Consuela cattura la sua attenzione: i due si frequentano, David se ne innamora, e si rende conto di esserne addirittura geloso. Quando però non partecipa ad una festa in onore di Consuela, nella quale l'insegnante avrebbe dovuto conoscerne genitori e parenti, il loro rapporto si interrompe.
Due anni dopo, alla vigilia di Capodanno, Consuela telefona a David per incontrarlo, e dirgli che presto la opereranno per un tumore al seno. David piange, e le resterà accanto in ospedale.

## Produzione
Tra il 2005 e il 2006 il regista Gabriele Muccino aveva lavorato a Los Angeles alla sceneggiatura del film (tratto dal romanzo di Philip Roth L'animale morente) su incarico della Lakeshore Entertainment (produttori di Million Dollar Baby e di Se scappi ti sposo) ed era pronto a dirigerlo con un cast importante: Al Pacino e Rosario Dawson. Poche settimane prima delle riprese, nel 2006, Al Pacino si ritira dal progetto così come, successivamente, Muccino. Prima di dare forfait, Gabriele Muccino contatterà Sean Connery che, dopo una iniziale disponibilità, si ritirerà dal progetto. Il film è stato realizzato nel 2008 da Isabel Coixet con Ben Kingsley nella parte che doveva essere di Al Pacino e con Penélope Cruz nella parte prevista per Rosario Dawson.